# Mobico
Mobico es una empresa multinacional de transporte público con sede en Birmingham, Reino Unido. Cotiza en la Bolsa de Londres.
Su principal accionista es la familia de José Cosmen Adelaida, que recibió el 9,9 % de su capital social en 2005 por la venta de ALSA y que fue ampliando posteriormente.
Fundada como National Express, en 2023 cambió de nombre a Mobico.